# Estatiels
Els estatiels (en llatí statielli, en grec antic Στατίελλοι) eren una tribu dels lígurs que vivien a les valls del nord dels Apenins als dos costats de la vall de Bormida. Una de les seves ciutats era Aquae Statiellae, moderna Acqui Terme, que va créixer des d'un lloc on hi havia unes fonts termals fins a una ciutat de certa importància sota domini romà.
Titus Livi diu que l'any 173 aC eren un poble independent. Aquell any, el cònsol romà Marc Popil·li Lenat els va atacar sense justificació, els va derrotar i va ocupar la seva capital que Livi anomena Carystus, ciutat per altra banda desconeguda. No content amb la derrota, va desarmar els supervivents i els va vendre com a esclaus. Aquesta actuació va ser molt criticada a Roma, i els tribuns de la plebs van decidir recusar-lo entre altres coses perquè els estatiels sempre havien mantingut una bona amistat amb els romans. Després d'un judici van decretar la restitució de la llibertat als lígurs, tot i les furioses protestes de Lenat, i en la mesura del possible restituir-los-hi també les seves propietats. Popil·li no va acatar el decret i no va fer res per la seva execució i fins i tot va mantenir les seves ordres anteriors. Quan va tornar a Roma va ser cridat pel senat per respondre dels seus actes, però se'n va sortir sense càstig per la influència de la seva família. Plini el Vell, els inclou entre les tribus lígurs que existien a la seva època.